# Кулинарное шоу

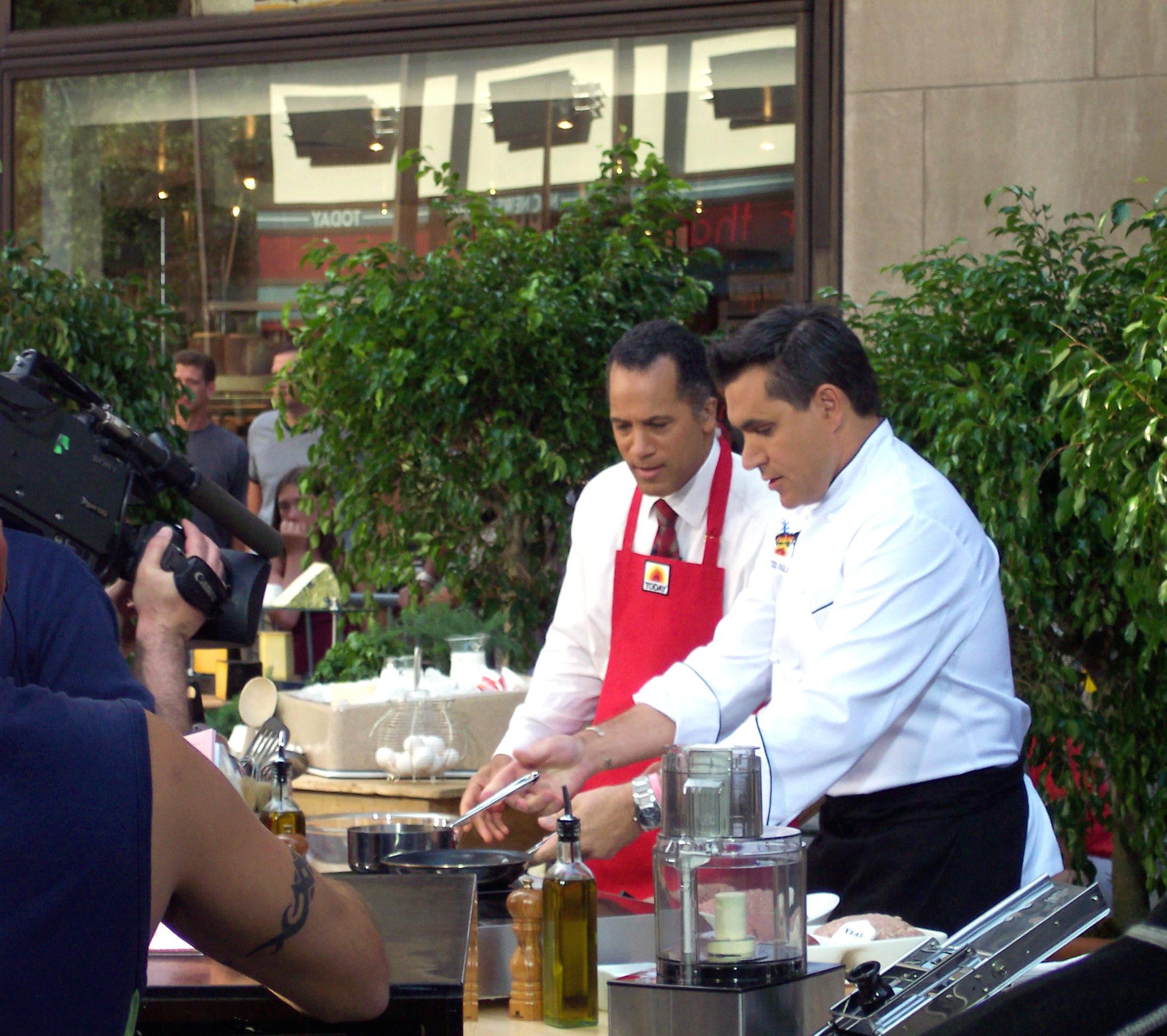
Лестер Холт (слева) готовит во время шоу Weekend Today Show, 2005

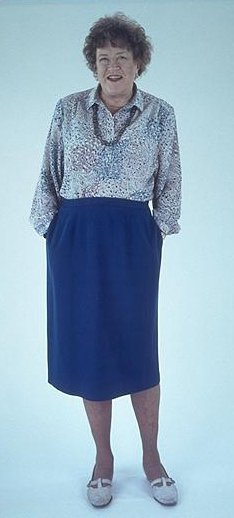
Джулия Чайлд

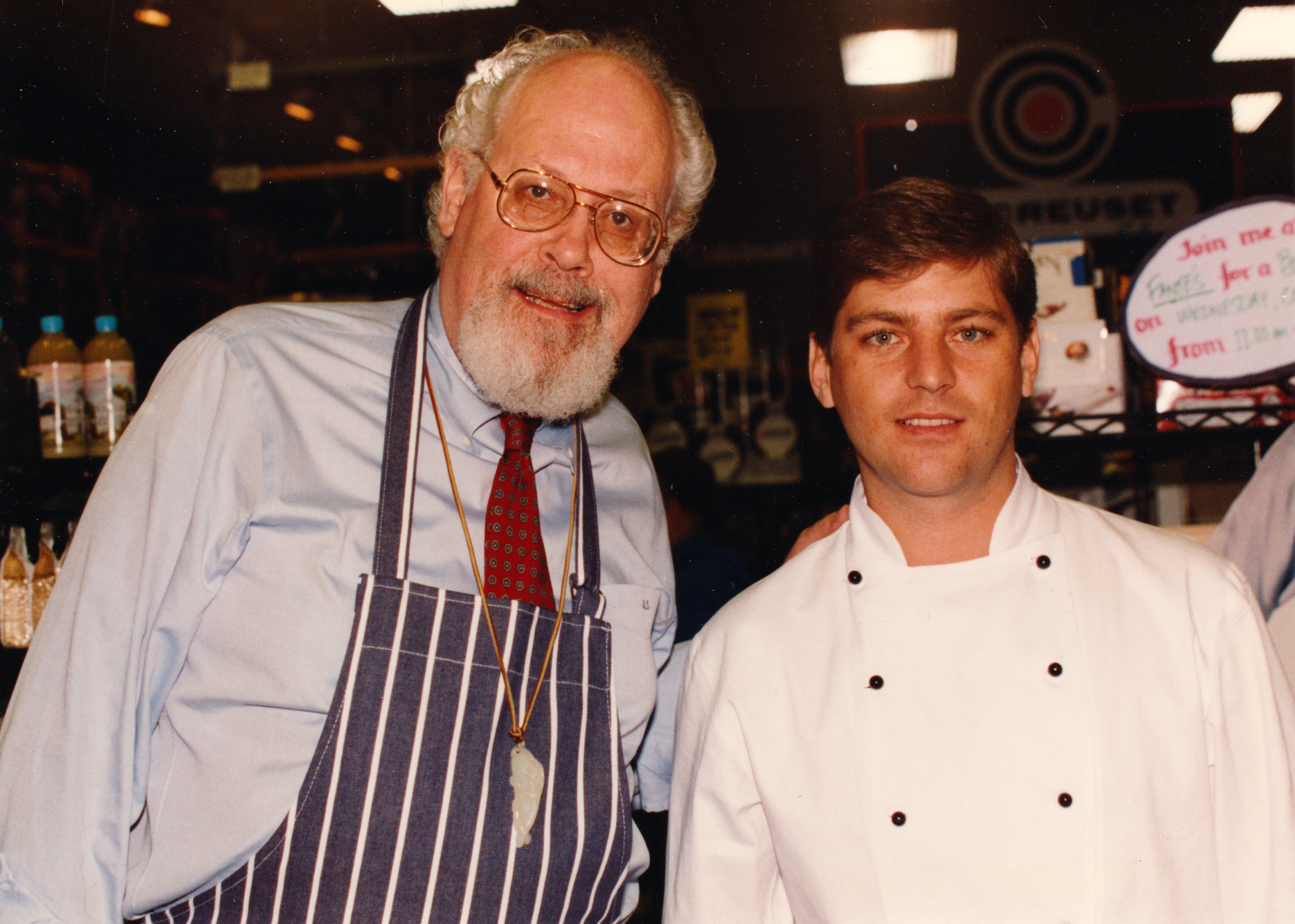
Джефф Смит, шеф-повар Крейг Воллам, 1992

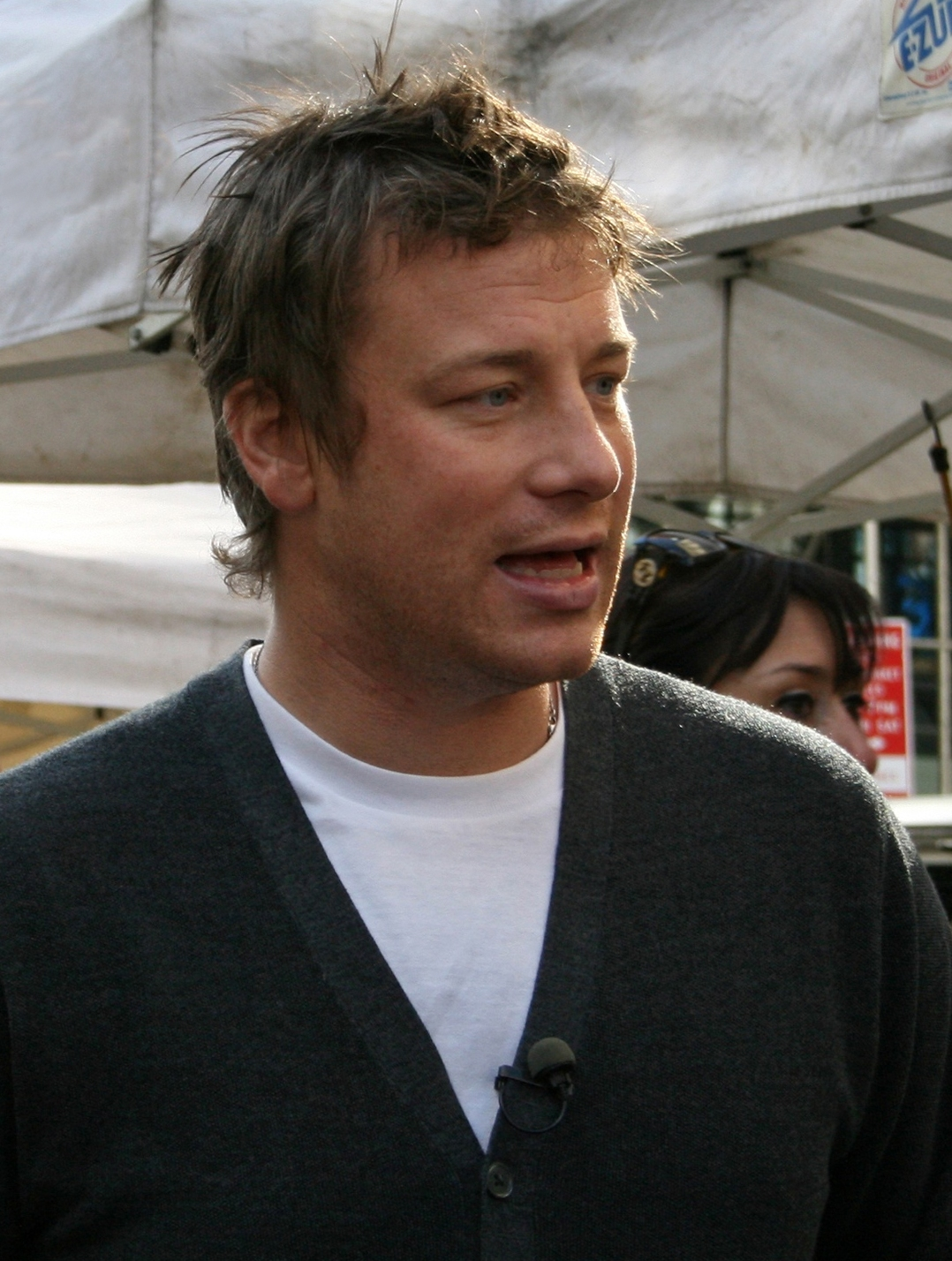
Джейми Оливер

Кулина́рное шоу — жанр телепередач, который демонстрирует зрителям на экране телевизора или на мониторе компьютера процесс приготовления пищи (кулинария). Приготовление блюд может происходить в телевизионной студии, на кухне ресторана, на природе или непосредственно в доме блогера, ином месте. Обычно ведущий шоу, часто известный человек (актёр, певица, актриса или шеф-повар), готовит одно или несколько блюд в течение ограниченного передачей времени.

## История
Поваренное искусство — это не только умение превращать сырые продукты в высококачественную еду, оно является частью материальной культуры народа, показателем общего уровня цивилизованности нации, квинтэссенцией народного таланта, оригинальности и особенностей национального мышления, показывая его уровень изобретательности и приспособляемости к природным условиям среды обитания. Господствующие кулинарные вкусы национальной кухни являются одним из критериев пищевых пристрастий и пищевой «моды», а искусство приготовления пищи одним из «важнейших признаков цивилизации». На протяжении длительного времени в обществе формировался устойчивый интерес к разнообразию рецептов, способам приготовления еды и пищевому поведению народов.
Первая кулинарная книга появилась во Франции в 1375 году, автором которой был главный повар короля Карла V Гийом Тирель.
На протяжении длительного времени для домохозяек поваренные книги с рецептами и советами по приготовлению пищи являлись нормой эталоном. С появлением радио и телевидения вопросы пищевого поведения и кулинарии быстро преодолели границы и способствовали взаимопроникновению национальных кухонь. Первое кулинарное радиошоу появилось в Америке: «Радиошкола кулинарного искусства Бетти Крокер» использовала умело созданный собирательный образ американской домохозяйки. Фамилию ей дал вышедший на пенсию директор мукомольной компании Gold Medal Flour Уильям Г. Крокер — «Бетти Крокер» на самом деле никогда не существовала, её озвучивали 13 актрис на тринадцати региональных радиостанциях, а на упаковках смеси быстрого приготовления для печенья и других продуктах компании появлялось изображение разных женщин — от немолодой бабушки с доброй улыбкой до девушки двадцати лет. Кулинарная книга и сайт популярных рецептов Бетти Крокер, созданный командой профессиональных поваров, пекарей и редакторов, существует до настоящего времени, его ежемесячно посещают более 12 миллионов человек.
Кулинарные шо́у появились на телеканалах практически с первых дней появления телевидения, до этого они были популярны на радио. Их производство, как правило не слишком затратно, и в то же время приносит хороший доход.. Первой дамой, появившейся в качестве ведущей кулинарного шоу и ставшей «Кулинарной королевы Америки», была Джулия Мак Уильямс. В академии Le Cordon Blu, выпускавшей асов кулинарного искусства, она была единственной женщиной. После того, как в 1963 году на телепередаче, посвящённой рекламе её книги, она в прямом эфире приготовила омлет, началась история кулинарных шоу.
Джеффри Л. Смит, автор нескольких популярных кулинарных книг и ведущий кулинарного шоу «Экономный гурман» (англ. The Frugal Gourmet) вёл его в течение 24-х лет. Он сделал шоу не только практическим, но и образовательным, рассказывая историю продуктов, исторических эпизодов, связанные с едой, а также посещал разные места, знакомя зрителей с кухней разных культур. В 80-х годах «Экономный гурман» был самым популярным кулинарным шоу на телевидении, книги Дж. Смита находились в списках бестселлеров.
Впервые на телевидении готовить еду вместе со зрителями в студии в конце 1960-х на шоу «The Galloping Gourmet» стал британец Грэм Керр. Джада Де Лаурентис пришла на кулинарное телешоу после того, как много лет работала в ресторанах Лос-Анджелеса.
Формат кулинарного шоу имеет множество разновидностей. Он может хорошо сочетаться с форматом ток-шоу, соревнования или документального фильма. Появление разнообразных кулинарных программ и шоу помогло распространить кулинарные традиции разных народов. Фильмы о профессиях, связанных с едой — рестораторах, блогерах и ведущих кулинарных шоу — поставили их в один ряд со знаменитостями. В настоящее время творчество в пределах кухни является не данью моде, а частью новой культуры в сфере массовой коммуникации и повседневной культуры питания. Трансформация поведенческих условий — телевизионные передачи, издание кулинарных книг, конкурсы и выставки гастрономического искусства, food-контент в интернет-пространстве — повышает интерес к сфере повседневного питания и предопределяет культуру повседневности разных поколений
Западные кулинарные шоу на телевидении обрели устойчивую аудиторию. Кулинарные программы и шоу выходят на многих телеканалах практически по всему миру. Был открыт платный кабельный и спутниковый канал Food Network. В 2015 году число его подписчиков составляло почти 97 млн платных пользователей. Придумывались новые формы: в шоу «Кошмары на кухне» британский шеф-повар Гордон Рамзи находил заведения, которые оказывались на грани закрытия и выводил их из кризиса; Travel Channel отправлял шеф-поваров в путешествия по странам; в шоу «Food 911» ведущие приходили на дом и помогали справиться с кулинарными проблемами; устраивались конкурсы поваров и реалити-шоу («Адская кухня»).
Широкую известность благодаря кулинарным шоу получил в 1999 году повар и автор книг с доступными рецептом вкусных и лёгких блюд Джейми Тревор Оливер («Голый повар»). Он стал любимцем публики не только как отличный ведущий, но и как приверженец здоровой пищи и непримиримый борец с фастфудом. Пропаганда здорового питания и способность приготовить изысканное блюдо из самых обычных продуктов — риса или макарон — принесла ему Орден Британской империи.

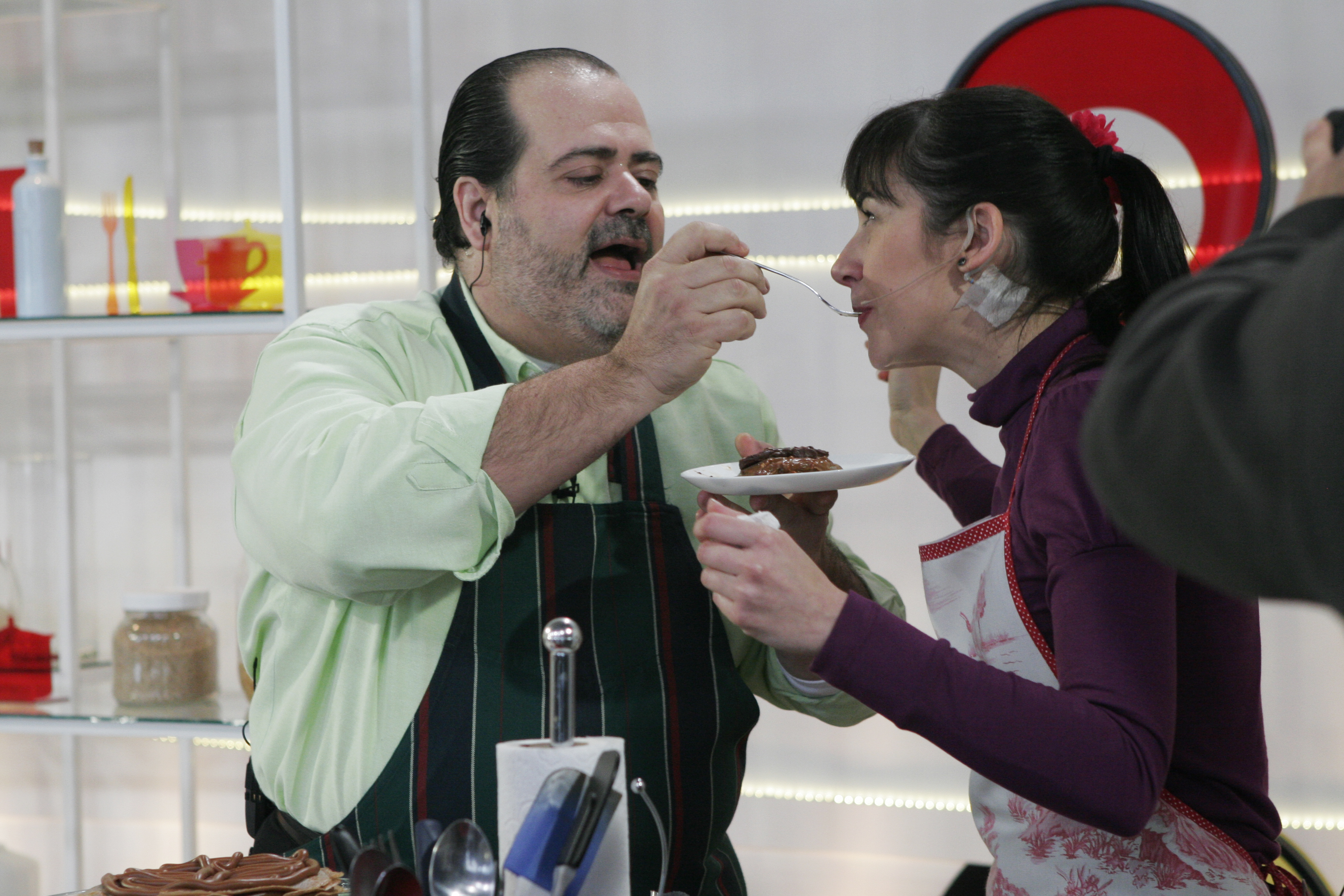
Шеф-повар Гильермо Калабрезе, Аргентина, 2011 год.
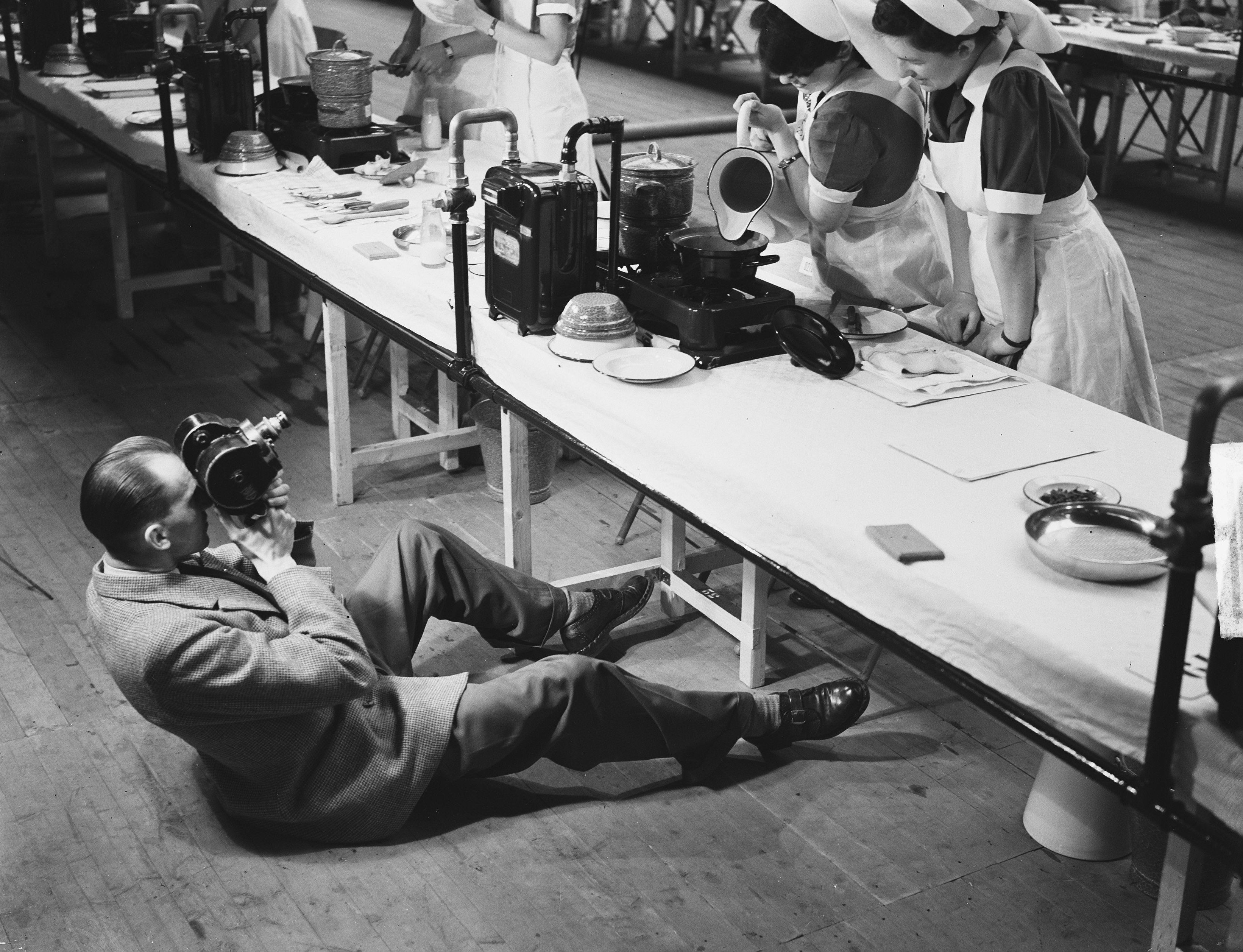
Национальный кулинарный конкурс в Гааге. 1951 год.
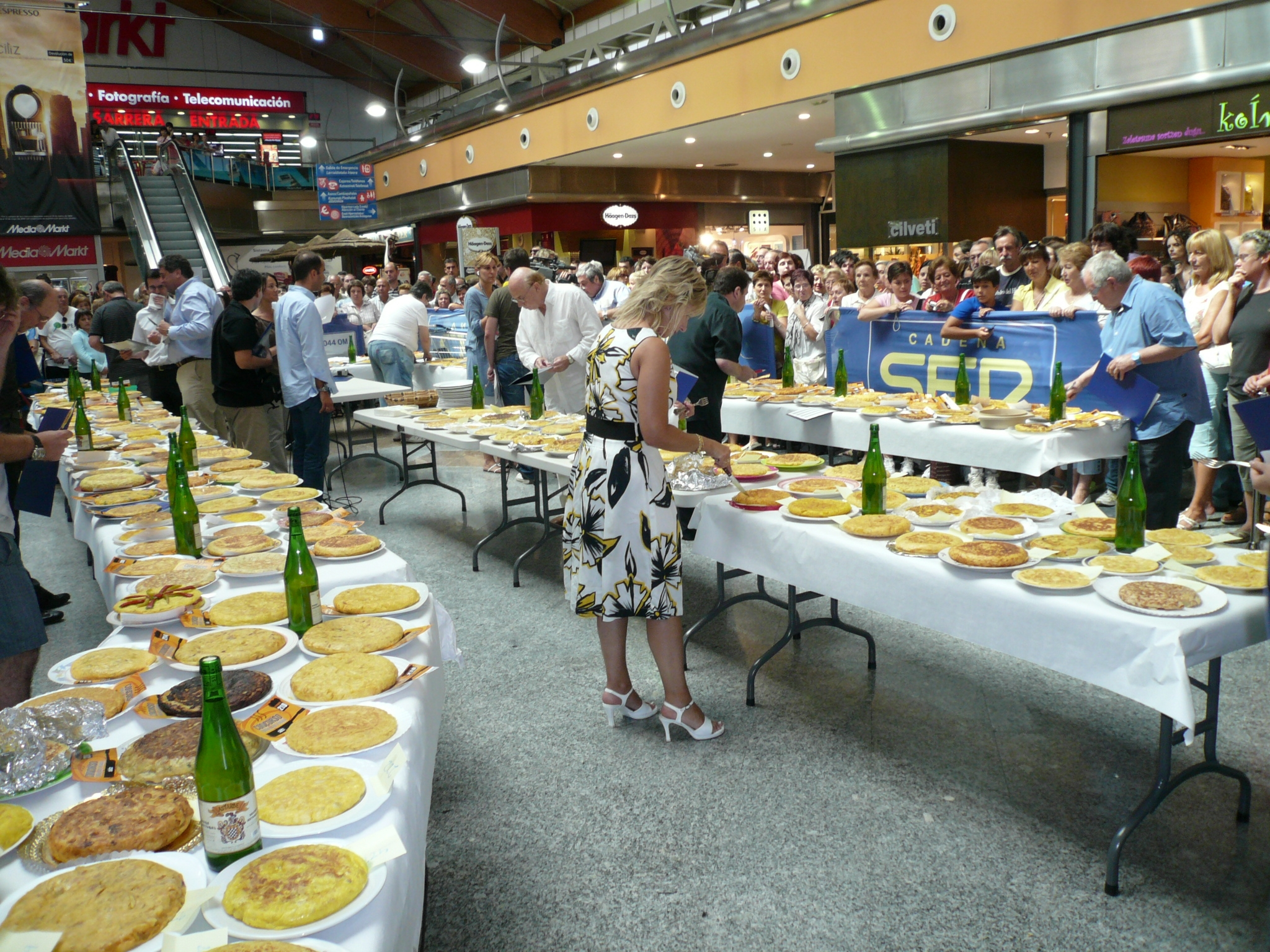
Конкурс приготовления картофельного омлета, Испания, 2009 год.
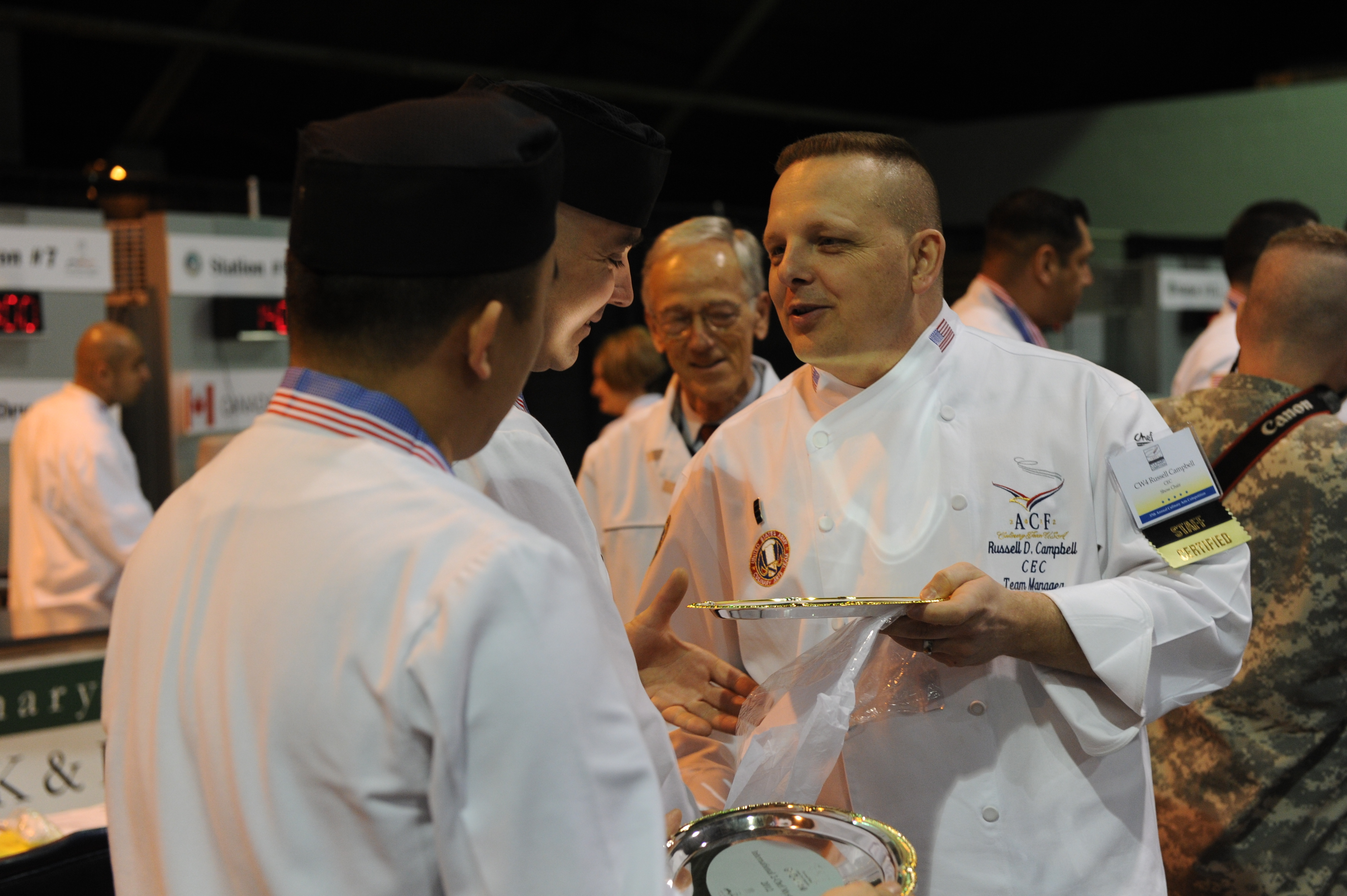
Международный конкурс кулинарного искусства военных поваров. 2012 год.
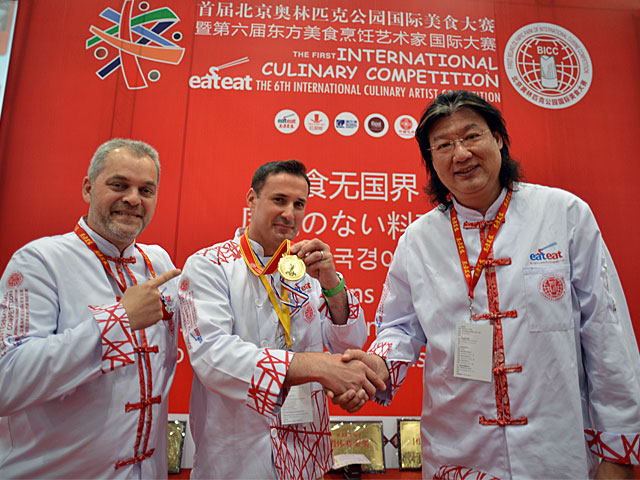
Кулинарный конкурс в Пекине, 2012 год.
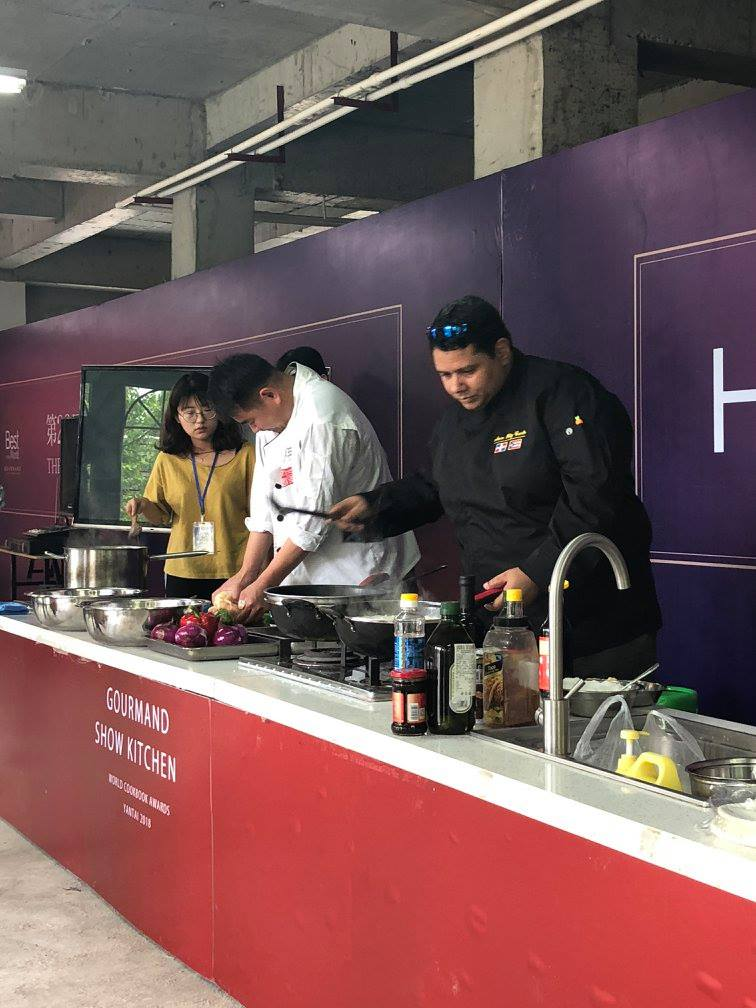
Кулинарные шоу Gourmand, Доминикана, 2018 год.
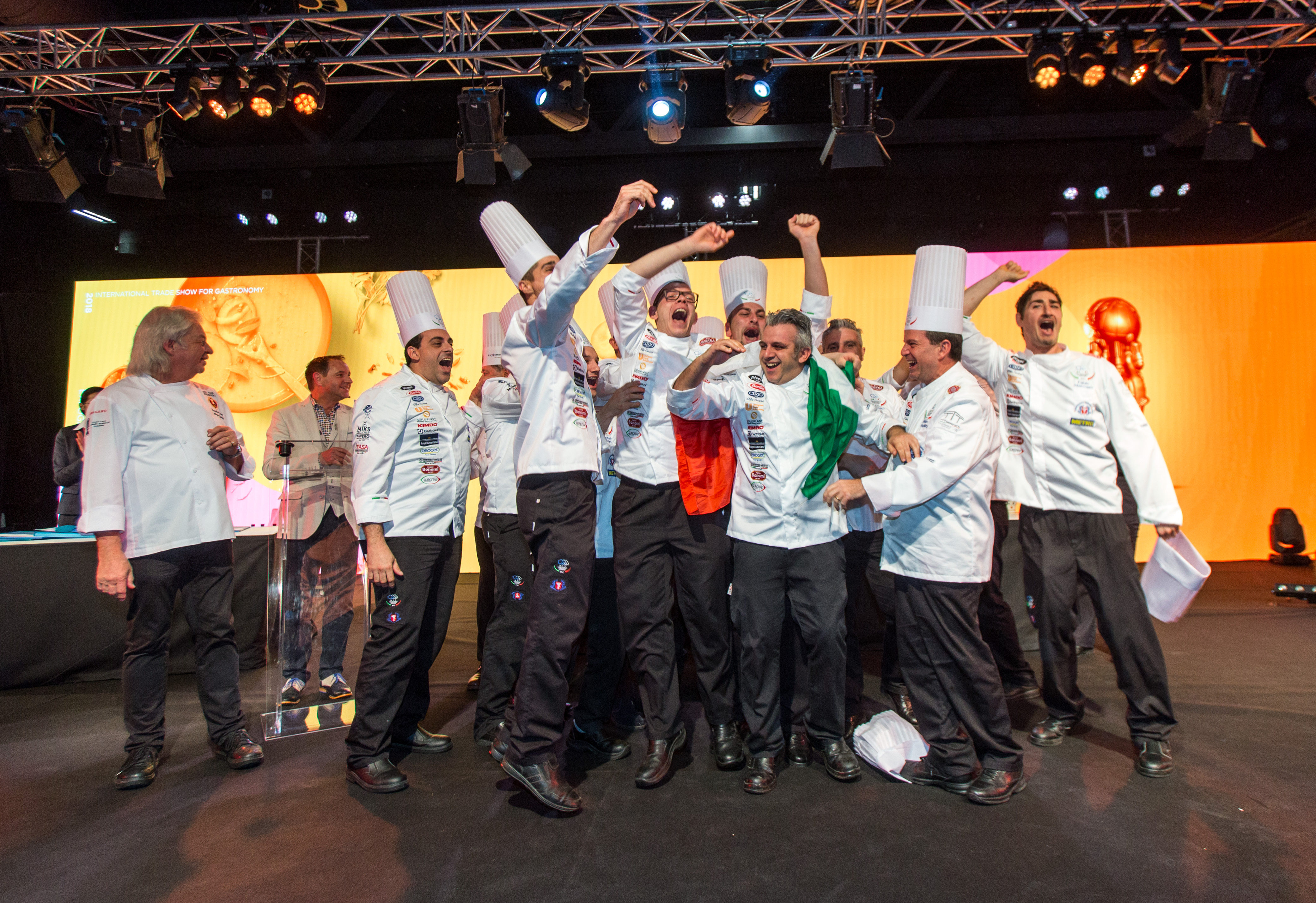
Сборная команда Италии.
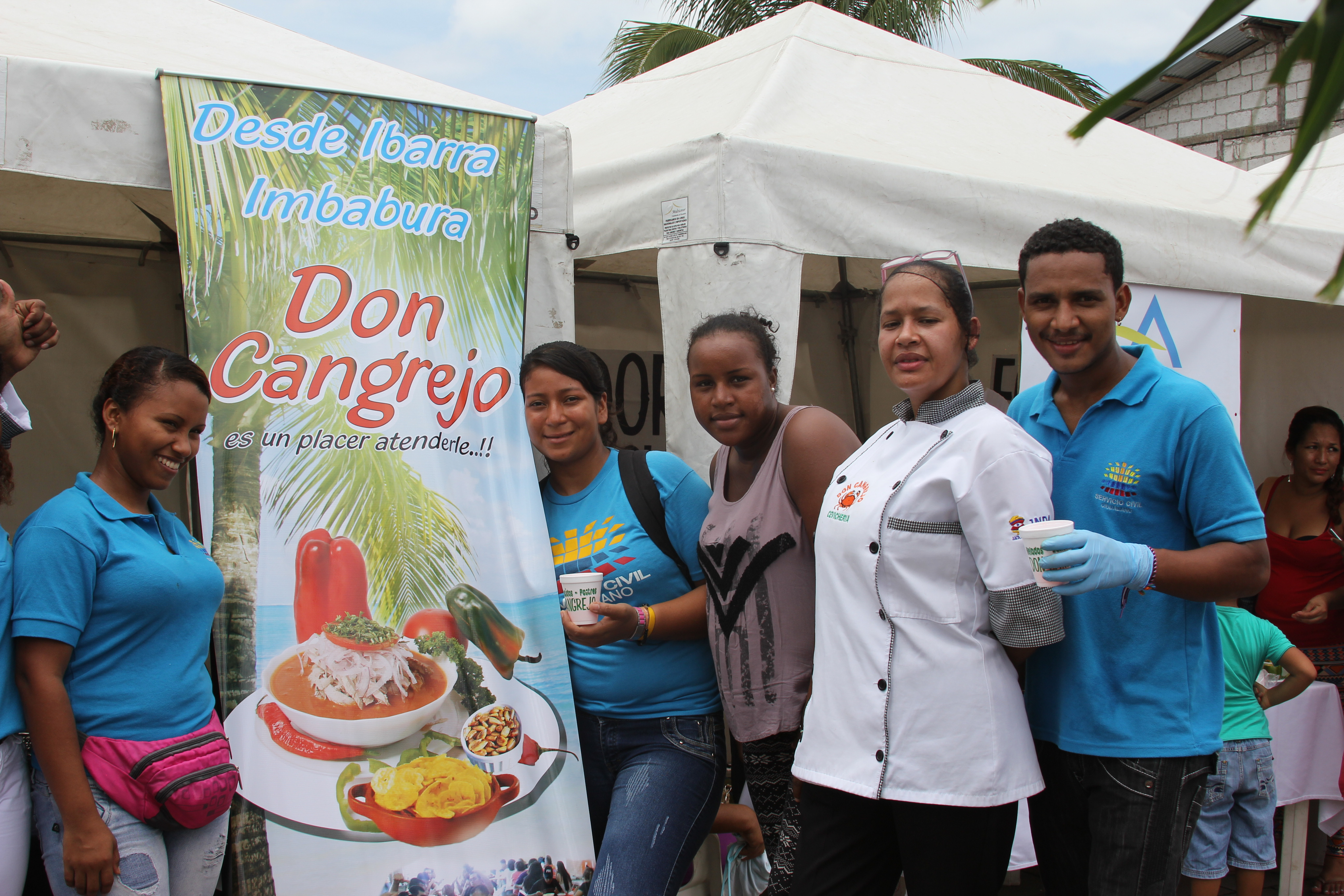
Полуфинал кулинарного чемпионата, 2015 год.
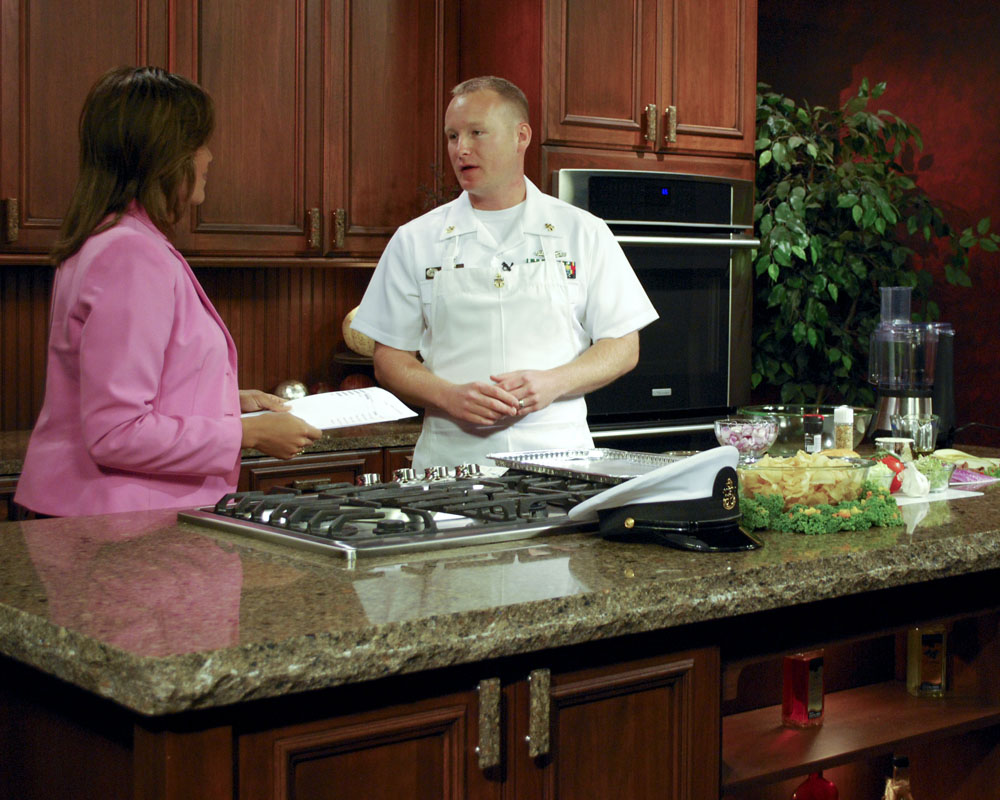
Демонстрация искусства военных поваров. 2010 год.

## Кулинарные шоу в России
В СССР кулинарных передач не было — первооткрывателем жанра стал музыкант и лидер группы «Машина времени» Андрей Макаревич, запустивший в 1993 году кулинарное шоу «Смак» (позднее его сменил Иван Ургант).
Кулинарный поединок на НТВ (с сентября 2002 по июнь 2016).

Комедийный телесериал «Кухня» (с 2011) на канале СТС дал толчок: актёр его главного персонажа, Дмитрий Назаров, в 2014 г. вел шоу «Голодные игры» на канале «Пятница», в 2014 г. СТС также запустил и собственную передачу про кулинарию с тем же актёром в роли ведущего — «Рецепт на миллион».
Вообще же, спустя два десятка лет на телевидении наступил кулинарный бум: на канале «ТВ Центр» несколько лет выходит «Барышня и кулинар»; Юлия Высоцкая ведёт на НТВ шоу «Едим дома!» (название передачи стало брендом — под ним открыты два ресторана в Москве); Дмитрий Назаров — ведущий шоу «Рецепт на миллион» на СТС; н
еисчерпаемым источником кулинарных талантов стала блогосфера и множество сайтов, посвящённых кулинарии. 

Были адаптированы для российского телевидения западные шоу: «МастерШеф» и «МастерШеф. Дети», РЕН ТВ показывал отечественную версию «Адской кухни».
По кабельному телевидению в России можно смотреть Food Network.
На телевидении создан канал «Кухня ТВ», открыто более 20 кулинарных шоу: «Пищевая революция», «Вкус по карману», «Сделано со вкусом» «Лучший повар Америки», «Кулинарная звезда», «Правильный фастфуд», «Китайская кухня» и другие.
В марте 2021 года в телеэфире стартуют два новых кулинарных шоу: в «Битве шефов» примут участие профессиональные повара со всей страны (ведущий журналист Глеб Пьяных) и «ТилиТелеТесто» — в этой кулинарной битве будут соревноваться непрофессионалы (ведущая Лариса Гузеева).

## Влияние шоу на гастрономическую культуру
Еда — одна из фундаментальных основ существования человека (так, в Коране еда упоминается как доказательство совершенства Божьего творения).
Кулинарное шоу является не только развлекательной программой, оно формирует потребительские модели, повышает пищевую культуру общества, обладает просветительской и образовательной функцией, предоставляя экспертные мнения, связанные с проблемами выбора той или иной модели питания.
При этом, режиссёр Ю. Грымов считает, что кулинарные шоу отражают «рекламный интерес», журналист «Коммерсанта» находит в них «классовые противоречия».
Влияние мультимедийных технологий на формы бытования гастрономической культуры в повседневности изменяют структуру общества потребления, которое формируется под воздействием и при непосредственном участии массмедиа.
Благодаря кулинарным шоу возрождается интерес к кулинарии: книги о питании становятся лидером рынка прикладной литературы; открываются кулинарные курсы и проводятся мастер-классы по различным темам, связанным с едой; создаются кулинарные бренды, социальные сети, блоги и сайты; развивается отрасль производства кухонного оборудования и разнообразной утвари.
С развитием цифровой среды изменяются подходы к кулинарным шоу, они становятся всё более развёрнутыми, происходит проникновение одной пищевой культуры в другую и их смешение. Директор по маркетингу Джулио Д’Эрме и коммерческий директор Алекс Бланк создали, по их собственному выражению, «модель 3D Imax на рынке кулинарных студий». В широкомасштабном проекте «кулинарного Диснейленда» — студии CULINARYON — происходит объединение кухонь мира: французской, кавказской, итальянской, испанской и других, а также современной молекулярной. В международную сеть CULINARYON вошло 19 кулинарных студий (в том числе, и в России) в нескольких столицах в разных уголках планеты проведено 5000 мероприятий, на которые приглашается более 100 000 гостей в год.

## Особенности телевизионной кулинарии
- Съёмки одной программы могут длиться по 14-16 часов.
- Шоу снимается, как правило, на одной из двух студий-кухонь. Первая студия предназначена для зрителей, на второй готовят для шоу блюда длительного приготовления.
- Продукты для шоу закупаются в двойном объёме, на программу «Время обедать!» допускается приносить свои продукты.
- Шеф-повара приносят на съёмку собственные ножи.
- Самая популярная часть кулинарных шоу — практические советы профессионалов «Хозяйкам на заметку».
- По статистике, именно первые блюда на разный лад чаще всего готовят участники программы. А ещё гречку и сырники, то есть то, что состряпать просто и недорого.
- Съёмочной группе отводится роль дегустаторов приготовленных блюд
- Рекорд быстрого приготовления нескольких блюд в течение одного эфира поставила актриса Галина Коньшина (свиные медальоны с яблочно-луковым конфитюром, греческую мусаку и три салата).
- Самый лаконичной оказалась передача с участием Елены Малышевой — она приготовила сорбет из апельсинового сока.
- Кирилл Готовцев держит в студии гири и иногда использует дрель вместо тестомеса.
- На программу «Смак» чаще всех приглашали Валдиса Пельша — 11 раз.[22].